# Puchar Beskidów 1988
Puchar Beskidów 1988 – dwudziesta siódma edycja pucharu. Odbył się on w dniach 23–24 stycznia w Szczyrku. Była to siódma edycja nie będąca organizowaną przez Międzynarodową Federację Narciarską.
Pierwszy konkurs wygrał Polak Zbigniew Klimowski wygrywając o niecały punkt przed André Kiesewetterem. Trzeci był Peter Grundig.
Drugi konkurs indywidualny wygrał Niemiec Frank Sauerbrey przed swoimi rodakami Peterem Grundigiem oraz Joachimem Petzoldem. Na czwartym miejscu sklasyfikowany został Polak Zbigniew Klimowski z niespełna dwupunktową stratą do podium zawodów.
W końcowej klasyfikacji generalnej cyklu zwyciężył zwycięzca pierwszego konkursu Frank Sauerbrey. Na kolejnych miejscach na podium znaleźli się kolejno Peter Grundig oraz Zbigniew Klimowski.

## Terminarz
Na podstawie danych
| Lp. | Data             | Miejscowość | Skocznia | Uwagi | 1. miejsce         | 2. miejsce        | 3. miejsce      |
| --- | ---------------- | ----------- | -------- | ----- | ------------------ | ----------------- | --------------- |
| 1.  | 23 stycznia 1988 | Szczyrk     | Skalite  | –     | Zbigniew Klimowski | André Kiesewetter | Peter Grundig   |
| 2.  | 24 stycznia 1988 | Szczyrk     | Skalite  | –     | Frank Sauerbrey    | Peter Grundig     | Joachim Petzold |

## Wyniki zawodów
| Msc.  | Zawodnik           | Kraj | I seria | II seria | Punkty |
| ----- | ------------------ | ---- | ------- | -------- | ------ |
| 1.    | Zbigniew Klimowski | POL  | 80,5 m  | 82,5 m   | 211,8  |
| 2.    | André Kiesewetter  | DDR  | 80,0 m  | 82,5 m   | 211,0  |
| 3.    | Peter Grundig      | DDR  | 80,5 m  | 82,5 m   | 209,8  |
| 4.    | Joachim Petzold    | DDR  | 81,0 m  | 81,0 m   | 209,7  |
| 5.    | Frank Sauerbrey    | DDR  | 80,0 m  | 82,0 m   | 207,7  |
| 6.    | Guntram Kraus      | DDR  | 80,5 m  | 80,5 m   | 204,1  |
| 7.    | Zbigniew Malik     | POL  | 78,0 m  | 80,0 m   | 199,8  |
| 8.    | Ingo Züchner       | DDR  | ? m     | ? m      | ?      |
| 9.    | Bogdan Papierz     | POL  | ? m     | ? m      | ?      |
| 10.   | Alojzy Moskal      | POL  | ? m     | ? m      | ?      |
| . . . |                    |      |         |          |        |

| Msc.  | Zawodnik           | Kraj | I seria | II seria | Punkty |
| ----- | ------------------ | ---- | ------- | -------- | ------ |
| 1.    | Frank Sauerbrey    | DDR  | 85,0 m  | 80,5 m   | 219,3  |
| 2.    | Peter Grundig      | DDR  | 80,5 m  | 82,5 m   | 209,8  |
| 3.    | Joachim Petzold    | DDR  | 81,5 m  | 78,0 m   | 207,7  |
| 4.    | Zbigniew Klimowski | POL  | 82,0 m  | 77,0 m   | 205,9  |
| 5.    | André Kiesewetter  | DDR  | ? m     | ? m      | 204,3  |
| 6.    | Guntram Kraus      | DDR  | ? m     | ? m      | 200,9  |
| . . . |                    |      |         |          |        |

## Klasyfikacja generalna
| Pozycja | Zawodnik           | Reprezentacja | Punkty zdobyte w konkursach | Punkty zdobyte w konkursach | Punkty zdobyte w konkursach | Punkty zdobyte w konkursach | Suma punktów | Strata |
| Pozycja | Zawodnik           | Reprezentacja | 23.01.                      | 23.01.                      | 24.01.                      | 24.01.                      | Suma punktów | Strata |
| ------- | ------------------ | ------------- | --------------------------- | --------------------------- | --------------------------- | --------------------------- | ------------ | ------ |
| 01 !    | Frank Sauerbrey    | NRD           | 207,7                       | 5.                          | 219,3                       | 1.                          | 427,0        | –      |
| 02 !    | Peter Grundig      | NRD           | 209,8                       | 3.                          | 209,8                       | 2.                          | 419,6        | -7,4   |
| 03 !    | Zbigniew Klimowski | Polska        | 211,8                       | 1.                          | 205,9                       | 4.                          | 417,7        | -9,3   |
| 4.      | Joachim Petzold    | NRD           | 209,7                       | 4.                          | 207,7                       | 3.                          | 417,4        | -9,6   |
| 5.      | André Kiesewetter  | NRD           | 211,0                       | 2.                          | 204,3                       | 5.                          | 415,3        | -11,7  |
| 6.      | Guntram Kraus      | NRD           | 204,1                       | 6.                          | 200,9                       | 6.                          | 405,0        | -22,0  |
| ...     |                    |               |                             |                             |                             |                             |              |        |
| bd.     | Zbigniew Malik     | Polska        | 199,8                       | 7.                          | ?                           | bd.                         | bd.          | bd.    |
| bd.     | Ingo Züchner       | NRD           | ?                           | 8.                          | ?                           | bd.                         | bd.          | bd.    |
| bd.     | Bogdan Papierz     | Polska        | ?                           | 9.                          | ?                           | bd.                         | bd.          | bd.    |
| bd.     | Alojzy Moskal      | Polska        | ?                           | 10.                         | ?                           | bd.                         | bd.          | bd.    |
| bd.     | Ryszard Guńka      | Polska        | ?                           | 11.                         | ?                           | bd.                         | bd.          | bd.    |